# Ferruccio Tagliavini
Ferruccio Tagliavini (ur. 14 sierpnia 1913 w Reggio nell’Emilia, zm. 28 stycznia 1995 tamże) – włoski śpiewak, tenor.

## Życiorys
Studiował w Parmie u Italo Brancucciego oraz we Florencji u Amedeo Bassiego. W 1938 roku debiutował we Florencji rolą Rudolfa w Cyganerii Giacomo Pucciniego, zdobywając pierwszą nagrodę na festiwalu Maggio Musicale Fiorentino. Od 1942 do 1953 roku występował w mediolańskiej La Scali. Występował gościnnie w Holandii (1943), Ameryce Południowej (1946–1947), nowojorskiej Metropolitan Opera (1947–1954 i 1961–1962) i San Francisco Opera (1948–1949 i 1952). W 1950 roku zadebiutował w Covent Garden Theatre w Londynie. Po raz ostatni wystąpił na scenie operowej w 1965 roku w Wenecji w tytułowej roli w Wertherze Masseneta. Później występował jeszcze jako artysta estradowy, ostatni raz w 1981 roku w nowojorskiej Carnegie Hall.
Był jednym z przedstawicieli stylu bel canto. Zasłynął rolami lirycznymi w operach Belliniego i Donizettiego, wykonywał też czołowe role w operach Verdiego i Pucciniego. Występował w filmach muzycznych, m.in. w Cyruliku sewilskim Mario Costy (1946) i Vento di primavera Giulio Del Torre i Arthura Marii Rabenalta (1958), wziął też udział w serii amerykańskich programów telewizyjnych Voice of Firestone (1950–1954).
Od 1941 roku był żonaty ze śpiewaczką Pią Tassinari.